# Miriam Kapili Likelike

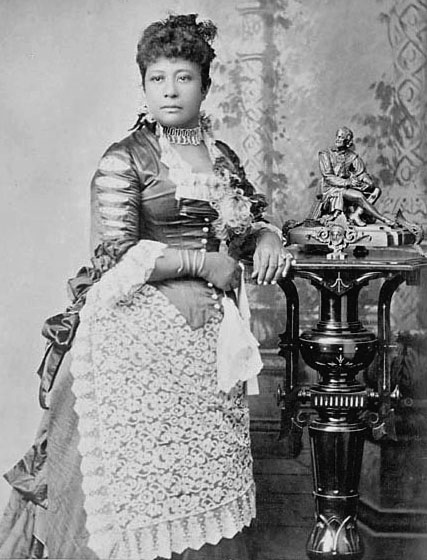
Miriam Kapili Kekauluohi Likelike, 1887 roku

Miriam Kapili Kekauluohi Likelike (1851–1887), księżniczka Hawajów. 
Miriam Kapili Likelike była siostrą króla Dawida Kalākaua i królowej Lidii Liliʻuokalani. Miała jedno dziecko - córkę, księżniczkę Victorię Kaʻiulani, następczynię tronu Hawajów. 
W roku 1870 wyszła za mąż za Szkota - Archibalda S. Cleghorna. Chociaż księżniczka Miriam była na pozór silna i pełna wigoru, w wieku trzydziestu kilku lat nagle przestała jeść i podnosić się z łóżka. Nigdy nie zdiagnozowano jej choroby, która doprowadziła ją do śmierci. Osierociła swoją jedenastoletnią córkę Kaʻiulani.